# Acontias poecilus
Acontias poecilus är en ödleart som beskrevs av Bourquin och Lambiris 1996. Acontias poecilus ingår i släktet Acontias och familjen skinkar. Inga underarter finns listade i Catalogue of Life.
Arten förekommer i östra Sydafrika. Den godkänns inte av The Reptile Database utan infogas som underart i Acontias plumbeus.